# Globotriaosylceramide

Die Strukturformel der Globotriaosylceramide

Globotriaosylceramid, auch Ceramid-trihexosid, CD77 (als Rezeptor), Gb3 oder GL-3 genannt, ist die Bezeichnung für eine Gruppe von Gangliosiden, die Bestandteile der Zellmembran sind.

## Beschreibung
Die Globotriaosylceramide gehören zur Familie der Glycolipide und bestehen aus einem Globotriose-Molekül (α-D-Gal-(1→4)-β-D-Gal-(1→4)-D-Glc) das β-glycosidisch an ein Ceramid gebunden ist. Die Globotriaosylceramide unterscheiden sich nur durch die unterschiedlichen Ceramid-Gruppen, in der Strukturformel durch ‚R‘ gekennzeichnet.
In den Zellen wird Gb3 aus Galactose und Lactosylceramid unter dem katalytischen Einfluss des Enzyms α-1,4-Galactosyltransferase, das beim Menschen durch das A4GALT-Gen kodiert wird, produziert. Abgebaut wird Globotriaosylceramid durch das lysosomale Enzym α-Galactosidase A (GAL-Gen beim Menschen). Ein Mangel an α-Galactosidase A führt zur Ansammlung von Globotriaosylceramid im Lysosom, was beim Menschen zur lysosomalen Speicherkrankheit Morbus Fabry führt.

## Funktion
An der Zellmembran wirkt Gb3 als nicht-peptidischer Rezeptor. So bindet unter anderem das Shiga-Toxin an Gb3. Anschließend wird es mittels Endozytose in die Zelle transportiert wird.
Bei einigen Krebserkrankungen wird Gb3 an der Zellmembran überexprimiert. Gb3 könnte daher ein Target für künftige Krebstherapien sein.